# Lignon du Forez
Der Lignon du Forez (auch: Lignon de Chalmazel) ist ein Fluss in Frankreich, der im Département Loire in der Region Auvergne-Rhône-Alpes verläuft. Er entspringt im Gemeindegebiet von Jeansagnière, entwässert generell Richtung Ost, durch die historische Provinz Forez und mündet nach rund 59 Kilometern im Gemeindegebiet von Feurs als linker Nebenfluss in die Loire.
Nicht zu verwechseln mit dem Fluss Lignon du Velay, der bei Saint-Maurice-de-Lognon ebenfalls in die Loire einmündet.

## Orte am Fluss
- Chalmazel
- Saint-Georges-en-Couzan
- Leigneux
- Boën-sur-Lignon
- Poncins